# Serpentón

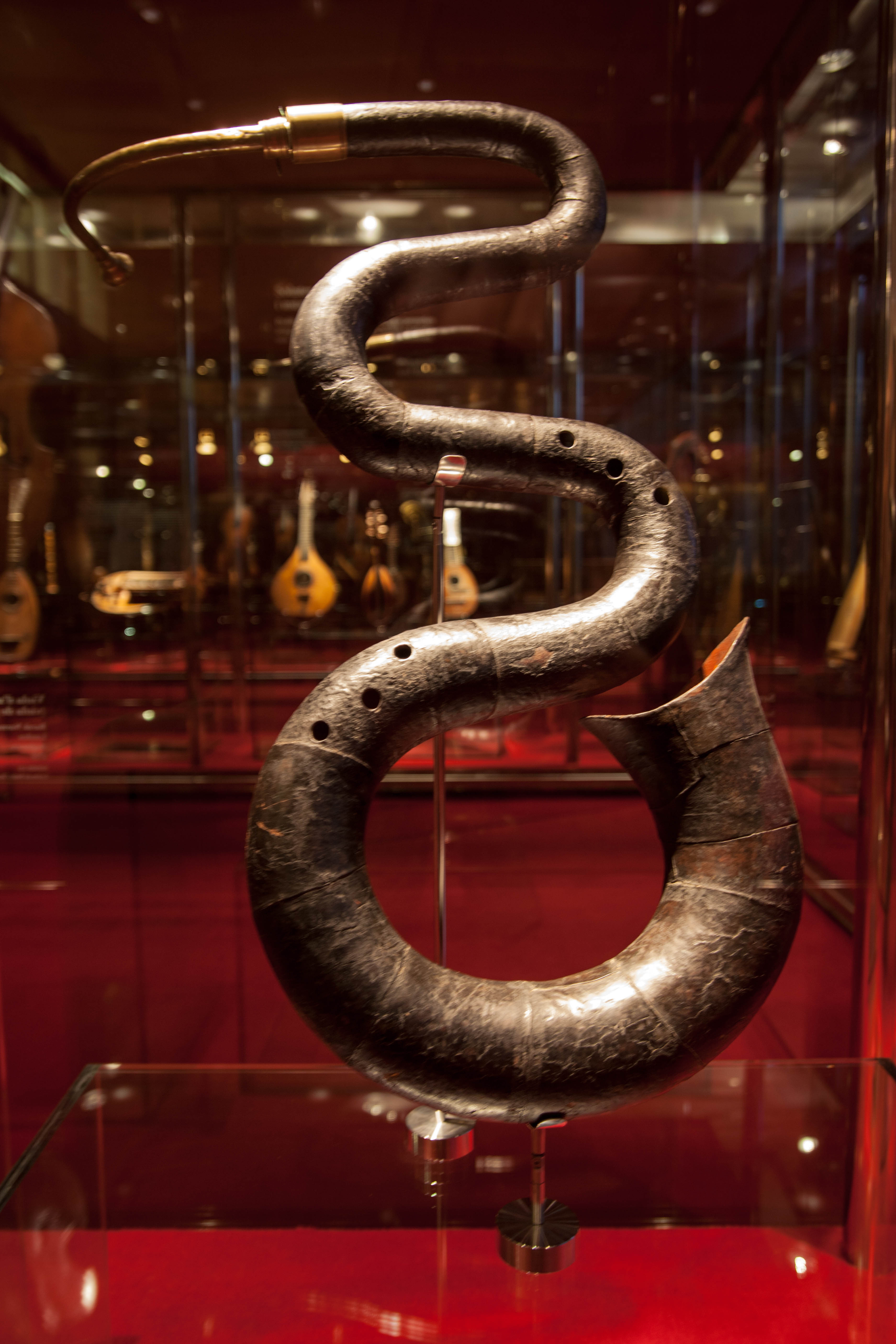
Serpentón expuesto en el Museo de la Música de Barcelona.

El serpentón es un instrumento de viento metal que consiste en un tubo cónico alargado con una forma que recuerda a una serpiente, de donde proviene su nombre. Cuenta con una boquilla como los instrumentos de viento metal, pero tiene los agujeros de lado como los de viento madera. Suele estar hecha de madera, tradicionalmente de nogal y su parte externa está recubierta de cuero oscuro. A pesar de ser un instrumento de madera y de que por esta razón tiene agujeros en vez de válvulas, el serpentón se clasifica en el sistema Hornbostel-Sachs como un instrumento de viento metal, en el mismo nivel de las trompetas. 
Es descendiente del cornetto y un antepasado distante de la tuba, aunque no forma parte de la familia del cornetto debido a la ausencia de agujero para el dedo pulgar.

## Descripción

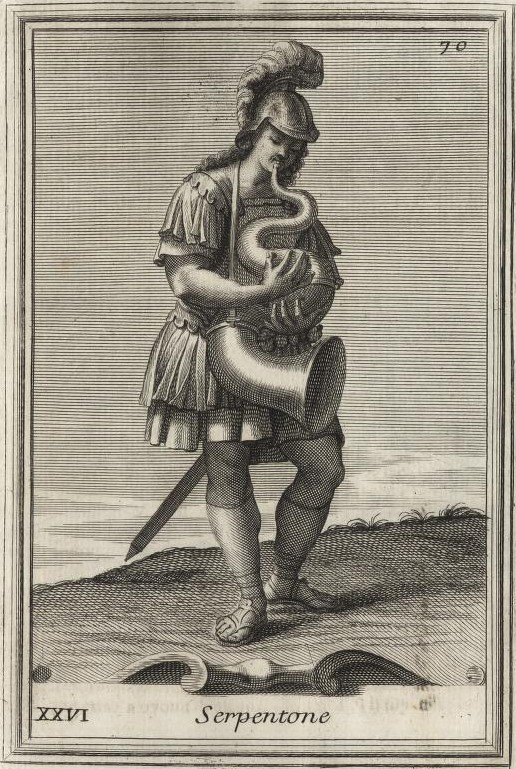
Hombre tocando el serpentón: Grabado de Gabinetto Armonico pieno d'Instromenti de Filippo Bonanni (Roma, 1723).

El serpentón consta de nueve orificios para los dedos. En los modelos antiguos, los agujeros para los dedos eran como los de la flauta dulce, pero modelos posteriores presentan teclas como las del clarinete, aunque solo para los agujeros adicionales (fuera del alcance de los dedos), mientras que los agujeros originales permanecen sin teclas y se deben cubrir con los dedos.
Aunque este instrumento no tiene la misma rigidez para la manipulación que otros instrumentos de viento, el serpentón exige un esfuerzo extraordinario de quien lo interpreta, pues éste debe seleccionar el tono del instrumento en su ejecución con los labios. El serpentonista debe mantener una única posición para los dedos de la mano derecha, en la cual el dedo índice puede estar adelante hacia el lado de la campana como los demás dedos de esa mano. Con respecto a ello, la digitación de la mano derecha es inversa, a diferencia del teclado de otros instrumentos de viento, en los cuales las teclas y los agujeros controlados con los dedos índices están hacia adelante, al mismo lado de la boquilla como los demás dedos. Por esta razón, el serpentón en un principio se sostenía verticalmente con ambas palmas de las manos orientadas hacia abajo; en esta posición la digitación con la mano derecha no era invertida. Más adelante los serpentonistas comenzaron a sostener el instrumento horizontalmente para su ejecución, lo cual requería invertir la palma de la mano derecha variando la posición de los dedos.
El rango de frecuencias del serpentón varía según el instrumento y el músico que lo taña, pero habitualmente va desde dos octavas por debajo del Do central del piano (Do 4) hasta al menos media octava por encima de ele.

## Historia
En las memorias de Jean Lebeuf se afirma que este instrumento fue inventado por el canónigo Edmé Guillaume en 1590 en Auxerre (Francia) y fue utilizado inicialmente para acompañar los coros en los oficios religiosos. De esta manera, el serpentón reemplazaba el órgano en las iglesias donde no había uno. Hasta el siglo XIX se destinó a la música religiosa, cuando fue reemplazado poco a poco por otros instrumentos musicales.
Paralelamente, a partir del siglo XVIII también fue utilizado para la música militar. Se transforma en un instrumento principal en la formación de las bandas musicales. Esta nueva función hizo que el instrumento tuviera una evolución técnica. La adición de las teclas le permitió tener una mejor entonación y gran virtuosismo. Se escribieron numerosas obras musicales militares para ejecutarse con el serpentón.
En el siglo XIX también se utilizó en las orquestas sinfónicas. Este nuevo empleo fue frecuentemente relacionado con la carga simbólica religiosa del instrumento; Mendelssohn le consagra una parte de su oratorio Paulus; Berlioz lo utiliza en la sinfonía fantástica Dies Irae.
Tras un abandono progresivo desde mediados del siglo XIX, el serpentón fue redescubierto en los años 1970 en Inglaterra por el luthier Christopher Monk, quien lo fabricó sobre un modelo de Jean Baudoin. El músico Michel Godard lo introduce en el jazz en 1979. En la actualidad lo interpreta Volny Hostiou y también aparece en el video de la canción Frontier Psychiatrist de The Avalanches.
Luigi Morleo compuso en 2012 "Diversità: NO LIMIT" - Concierto para Serpent and String Orchestra, Estreno mundial en el Conservatorio de Música "Nino Rota" - Monopoli (Ba) - Italia.